# ماركو فريجيريو
ماركو فريجيريو (بالإيطالية: Marco Frigerio) هو لاعب كرة قدم إيطالي في مركز الوسط، ولد في 16 يوليو 2001 في Carate Brianza ‏ في إيطاليا.

## وصلات خارجية
- ماركو فريجيريو على موقع قاعدة بيانات كرة القدم.إي يو (الإنجليزية)
- ماركو فريجيريو على موقع Soccerway.com (الإنجليزية)